# Octopus briareus
Espèce
La Pieuvre chatrou de nuit ou Pieuvre de récif caraïbe (Octopus briareus) est une espèce de mollusques de la famille des octopodes.